# Solanelles (Lladurs)
Solanelles és una masia situada al poble de Timoneda pertanyent al municipi de Lladurs, comarca del Solsonès, documentada des de l'any 1282.